# Pleurothallis nasiterna
Pleurothallis nasiterna är en orkidéart som beskrevs av Carlyle August Luer. Pleurothallis nasiterna ingår i släktet Pleurothallis och familjen orkidéer. Inga underarter finns listade i Catalogue of Life.